# Musotima
Musotima is een geslacht van vlinders van de familie van de grasmotten (Crambidae), uit de onderfamilie van de Musotiminae. De wetenschappelijke naam en de beschrijving van dit geslacht zijn voor het eerst gepubliceerd in 1884 door Edward Meyrick. 

## Soorten
- M. acclaralis (Walker, 1859)
- M. acrias Meyrick, 1884
- M. aduncalis (C. Felder, R. Felder & Rogenhofer, 1875)
- M. decoralis Snellen, 1901
- M. dryopterisivora Yoshiyasu, 1985
- M. francki Caradja, 1927
- M. fuscidiscalis Hampson, 1897
- M. incrustalis (Snellen, 1895)
- M. instrumentalis (Swinhoe, 1894)
- M. leucomma (Hampson, 1917)
- M. nitidalis (Walker, 1866)
- M. nubilalis South, 1901
- M. ochropteralis (Guenée, 1854)
- M. pudica (Lucas, 1894)
- M. suffusalis (Hampson, 1893)
- M. tanzawensis Yoshiyasu, 1985